# Ješa'jahu Gaviš
Ješa'jahu Gaviš (hebrejsky ישעיהו גביש‎, rodným jménem Ješa'jahu Šeklia'r; 25. srpna 1925 Tel Aviv – 3. října 2024), známý pod přezdívkou Šejke, byl generálmajor Izraelských obranných sil ve výslužbě, bojovník Palmachu, velitel jižního velitelství a výkonný ředitel Kor ta'asijot.

## Život

### Rodina
Oba jeho rodiče se narodili v Lotyšsku. Otec pocházel z rodiny Šeklia'rů a matka pocházela z rodiny Rubinů.

### Mládí
Narodil se v Tel Avivu v roce 1925 jako Ješa'jahu Šeklia'r. Studoval na škole pro děti dělníků v severní části Tel Avivu a na škole v kibucu Giv'at ha-Šloša.

## Vojenská kariéra
V 18 letech vstoupil do Palmachu. V roce 1946 se zúčastnil Noci mostů. Během první arabsko-izraelské války v roce 1948 bojoval v řadách Palmachu pod velením Jig'ala Alona. Po válce vstoupil do Izraelských obranných sil.
Dne 15. prosince 1965 nahradil ve funkci velitele jižního velitelství Cvi Zamira. Ve funkci působil až do roku 1969. Během šestidenní války vedl ofenzívu proti egyptským jednotkám na Sinaji.

## Civilní kariéra
V roce 1970 byl jmenován výkonným ředitelem Kor matechet a zástupcem výkonného ředitele Kor ta'asijot. V srpnu 1982 byl jmenován výkonným ředitelem Kor ta'asijot a tuto funkci zastával až do svého odchodu do důchodu v roce 1988.
Byl jedním ze zakladatelů muzea Palmachu v Tel Avivu.
V roce 2016 vyšla v nakladatelství Kineret zmora-bitan dvir jeho autobiografie Sadin adom (hebrejsky סדין אדום‎).
V roce 2018 zapálil pochodeň při příležitosti 70. výročí Jom ha-acma'ut.

## Osobní život
Byl ženat s manželkou Gitou, s níž měl dva syny.